# Formiche Alto
Formiche Alto ist eine spanische Gemeinde (municipio)  mit 158 Einwohnern (Stand: 2024) im Südosten der Provinz Teruel in der Autonomen Gemeinschaft Aragonien. 

## Lage
Formiche Alto liegt knapp 17 Kilometer (Fahrtstrecke) östlich der Provinzhauptstadt Teruel im Bergland der Sierra de Gúdar in einer Höhe von ca. 1105 m. Der Río Mijares fließt durch die Gemeinde.

## Bevölkerungsentwicklung
| Jahr      | 1960 | 1970 | 1981 | 1991 | 2006 | 2011 | 2021 |
| Einwohner | 364  | 250  | 240  | 217  | 204  | 173  | 155  |

## Wirtschaft
Landwirtschaft und Tourismus sind die Haupteinnahmequellen des Ortes. 

## Sehenswürdigkeiten
- Kirche Mariä Himmelfahrt